# Itamar (filho de Aarão)
Itamar foi o quarto filho de Aarão.
Aarão, filho de Anrão e Joquebede tomou por mulher Eliseba, filha de Aminadabe; eles tiveram como filhos Nadabe, Abiú, Eleazar e Itamar.
Aarão e seus quatro filhos foram escolhidos por Deus para exercerem o ofício sacerdotal, mas Nadabe e Abiú ofereceram um fogo estranho ao Senhor, no deserto do Sinai, o que não lhes foi ordenado, e foram consumidos pelo fogo. Como Nadabe e Abiú morreram sem filhos, a função sacerdotal passou para Eleazar e Itamar.
O juiz Eli provavelmente foi um descendente patrilineal de Itamar; as evidências são baseadas nos textos que trazem os vários descendentes de Eli, em que alguns deles representaram a casa de Itamar.